# 小野次郎 (競馬)
小野 次郎（おの じろう、1970年8月1日 - ）は、東京都出身の調教師、元騎手。
元騎手の小野定夫は伯父にあたる。

## 来歴

### 騎手時代
1986年に競馬学校へ5期生として入学し、同期に五十嵐（水流添）久・小池隆生・佐伯清久・佐藤哲三・角田晃一・山田泰誠がいる。
1989年3月1日付で騎手免許を取得し、美浦・高松邦男厩舎からデビュー。初騎乗は同11日の中山第12競走・アイディンリリー（15頭中15着）で、初勝利は5月7日の東京第4競走4歳未勝利・ホッカイカオリで挙げた。同日の第6競走4歳未勝利・ストーミーウェザーでも勝利を挙げ、初の1日2勝を記録。7月の新潟開催では5勝を挙げ、同9日の新潟第4競走4歳未勝利ではヨコハマヨウコに騎乗し、管理する開業1年目の吉永正人厩舎に初勝利をもたらす。10月には牝馬東京タイムズ杯・エレクトロアートで重賞初騎乗を果たし（15頭中6着）、11月の京成杯3歳Sでは9頭中9番人気のシュバリエで2着に入って波乱を演出したほか、12月のダービー卿CTでは13頭中10番人気のインターストレッチで3着に入るなど、重賞でも見せ場を作った。
1年目から2桁の15勝をマークし、2008年まで20年連続2桁勝利を記録。田面木博公と共に高松厩舎の主戦騎手と関東の中堅騎手として活躍し、1994年にはリスクフローラで4歳牝馬特別（西）を2着と好走、桜花賞で6年目でのGI初騎乗を果たした。1995年にはカブトヤマ記念・アイオーユーで7年目での重賞初制覇を果たし、1996年のフェブラリーステークス・帝王賞ではホクトベガの2着と健闘。柴田政人引退後の高松厩舎を支え、2002年には自己最多の54勝をマーク。
2005年からはフリーに転身し、同年のクリスタルカップでは藤田伸二の代打として騎乗したディープサマーを重賞初制覇に導くが、このレースが小野にとって最後の重賞制覇となった。
2010年12月9日、2011年度新規調教師免許試験に合格。同年7月18日の函館第1競走2歳未勝利・テイエムシャトウが最後の勝利、10月24日の東京第7競走3歳以上500万下・オンワードチアフル（15頭中7着）が最後の騎乗となった。通例2月末に行われることが多い引退記念の騎乗及びファンへの挨拶などは一切行わなかった。なお、調教師転身を決断したのはフリーランス後に癖馬の騎乗が多くなり、生前の伯父・定夫が癖馬に騎乗して落馬し死去したことを聞かされていたことから、生前会うことがなかった伯父の顔が浮かんだためだったと後に述べている。

### 調教師時代
かつては調教師免許合格後、厩舎開業の準備期間などの理由により、1年程度他厩舎に技術調教師として所属し、研修後開業するのが通常の流れであったが、近年は調教師の定年及び定年前の勇退や自主的な馬房の返上が増えた事により、3月1日の新規調教師免許取得と同時に開業するケースが増加した。小野も2011年3月1日付で調教師免許を取得すると同時に美浦トレーニングセンターに厩舎を開業。競馬学校同期でもある角田も、同日に栗東トレーニングセンターで厩舎を開業している。
管理馬初出走となったのは、同9日の大井第10競走アーバンステージ弥生賞（JRA交流競走）・マイネルプロートス（13頭中9着）で、中央での管理馬初出走は同19日の小倉第2競走3歳未勝利・レゴリス（16頭中7着）であった。8月7日の函館第2競走3歳未勝利にワニタバンテンを出走させ、延べ60頭目で初勝利を挙げた。開業年は158回出走して5勝をマークし、5勝中2勝はカネスラファールで挙げたものであった。
2012年は厩舎の出走機会を239回に増やし、重賞初出走の新潟ジャンプS・カネスラファールが3着に入った。開業2年目で初の2桁となる11勝をマークし、2015年には体調不良により勇退した柴田政見厩舎からコーリンベリーが転厩。移籍初戦のJBCスプリントを逃げ切り、厩舎の重賞初制覇を騎手時代にも成し遂げられなかったGI制覇で達成している。
2021年1月16日、中京第7競走4歳以上1勝クラスでデルマカミカゼが勝利し、調教師としてJRA通算100勝を達成した。

## 騎手成績
| 年度   | 1着 | 2着 | 3着 | 騎乗数 | 勝率 | 連対率 | 複勝率 |
| ------ | --- | --- | --- | ------ | ---- | ------ | ------ |
| 1989年 | 15  | 7   | 15  | 149    | .101 | .148   | .248   |
| 1990年 | 19  | 21  | 19  | 309    | .061 | .129   | .191   |
| 1991年 | 26  | 30  | 22  | 274    | .095 | .204   | .285   |
| 1992年 | 26  | 20  | 30  | 297    | .088 | .155   | .256   |
| 1993年 | 12  | 19  | 27  | 266    | .045 | .117   | .218   |
| 1994年 | 32  | 14  | 21  | 292    | .110 | .158   | .229   |
| 1995年 | 38  | 51  | 35  | 432    | .088 | .206   | .287   |
| 1996年 | 24  | 31  | 33  | 390    | .062 | .141   | .226   |
| 1997年 | 29  | 45  | 39  | 426    | .068 | .174   | .265   |
| 1998年 | 21  | 31  | 31  | 417    | .050 | .125   | .199   |
| 1999年 | 19  | 16  | 21  | 278    | .068 | .126   | .201   |
| 2000年 | 38  | 32  | 43  | 462    | .082 | .152   | .245   |
| 2001年 | 30  | 40  | 35  | 503    | .060 | .139   | .209   |
| 2002年 | 54  | 65  | 57  | 642    | .084 | .185   | .274   |
| 2003年 | 29  | 26  | 38  | 590    | .049 | .093   | .158   |
| 2004年 | 21  | 42  | 50  | 549    | .038 | .115   | .206   |
| 2005年 | 23  | 35  | 37  | 452    | .051 | .128   | .210   |
| 2006年 | 29  | 38  | 41  | 585    | .050 | .115   | .185   |
| 2007年 | 11  | 20  | 19  | 413    | .027 | .075   | .121   |
| 2008年 | 16  | 17  | 10  | 349    | .046 | .095   | .123   |
| 2009年 | 9   | 12  | 13  | 286    | .031 | .073   | .119   |
| 2010年 | 7   | 5   | 11  | 181    | .039 | .066   | .127   |
| 平地   | 528 | 617 | 647 | 8542   | .062 | .134   | .210   |
| 障害   | 0   | 0   | 0   | 5      | .000 | .000   | .000   |
| 地方   | 26  | 21  | 16  | 155    | .168 | .303   | .406   |

|            | 日付           | 競馬場・開催  | 競走名             | 馬名             | 頭数 | 人気 | 着順 |
| ---------- | -------------- | ------------- | ------------------ | ---------------- | ---- | ---- | ---- |
| 初騎乗     | 1989年3月11日  | 2回中山5日12R | 4歳上900万下       | アイディンリリー | 15頭 | 14   | 15着 |
| 初勝利     | 1989年5月7日   | 2回東京6日4R  | 3歳未勝利          | ホッカイカオリ   | 8頭  | 4    | 1着  |
| 重賞初騎乗 | 1989年10月15日 | 4回東京4日10R | 牝馬東京タイムズ杯 | エレクトロアート | 15頭 | 15   | 6着  |
| 重賞初勝利 | 1995年10月22日 | 2回新潟8日11R | カブトヤマ記念     | アイオーユー     | 15頭 | 6    | 1着  |
| GI初騎乗   | 1994年4月10日  | 3回阪神6日10R | 桜花賞             | リスクフローラ   | 18頭 | 11   | 11着 |

### 主な騎乗馬
- アイオーユー（1995年カブトヤマ記念）

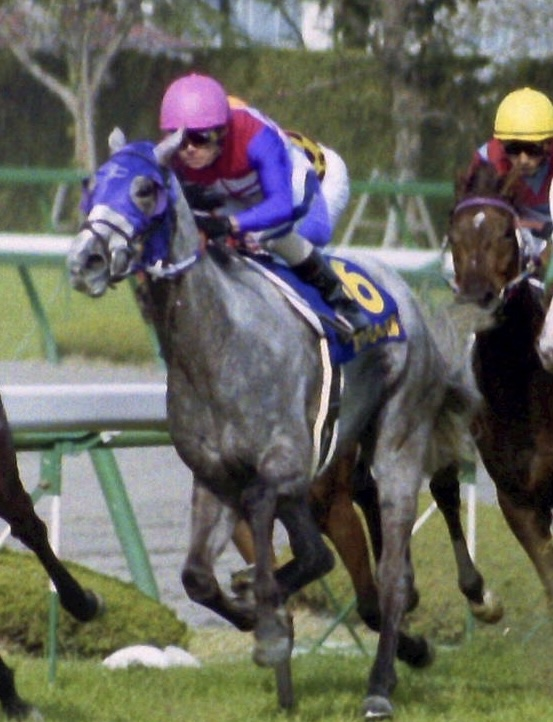
ホワイトカーニバルに騎乗する小野（2003年桜花賞）

- タイキダイヤ（1999年クリスタルカップ）
- マニックサンデー（2000年サンケイスポーツ賞4歳牝馬特別）
- フェスティバル（2001年エーデルワイス賞、北海道2歳優駿）
- スナークレイアース（2004年マーキュリーカップ）
- ユキノサンロイヤル（2005年日経賞）
- ディープサマー（2005年クリスタルカップ）

その他
- サイレントハンター
- マサラッキ
- スマートボーイ
- ヤマニンリスペクト
- ホワイトカーニバル

## 調教師成績
|            | 日付          | 競馬場・開催  | 競走名               | 馬名             | 頭数 | 人気 | 着順 |
| ---------- | ------------- | ------------- | -------------------- | ---------------- | ---- | ---- | ---- |
| 初出走     | 2011年3月19日 | 2回小倉7日2R  | 3歳未勝利            | レゴリス         | 16頭 | 13   | 7着  |
| 初勝利     | 2011年8月7日  | 2回函館8日2R  | 3歳未勝利            | ワニタベンテン   | 13頭 | 6    | 1着  |
| 重賞初出走 | 2012年8月18日 | 3回新潟3日8R  | 新潟ジャンプS        | カネスラファール | 14頭 | 4    | 3着  |
| 重賞初勝利 | 2020年5月10日 | 1回新潟2日11R | 新潟大賞典           | トーセンスーリヤ | 16頭 | 10   | 1着  |
| GI初出走   | 2015年12月6日 | 4回中京2日11R | チャンピオンズカップ | コーリンベリー   | 16頭 | 13   | 13着 |
| GI初勝利   |               |               |                      |                  |      |      |      |

### 主な管理馬
- コーリンベリー（2015年JBCスプリント）
- トーセンスーリヤ（2020年新潟大賞典、2021年函館記念）
- リュウノユキナ（2021年東京スプリント、クラスターカップ）